# Campionati del mondo di mountain bike 2012 - Trial Donne
La Trial Elite dei Campionati del mondo di mountain bike 2012 si è svolta il 5 settembre 2012 a Saalfelden, in Austria. La gara è stata vinta dalla spagnola Gemma Abant Condal.

## Classifica (Top 10)
| Pos. | Corridore         | Squadra    | Penalità |
| ---- | ----------------- | ---------- | -------- |
| 1    | Gemma Abant       | Spagna     | 20 p.ti  |
| 2    | Andrea Wesp       | Germania   | 25 p.ti  |
| 3    | Tatiana Janíčková | Slovacchia | 28 p.ti  |
| 4    | Kristýna Sýkorová | Slovacchia | 33 p.ti  |
| 5    | Mireia Abant      | Spagna     | 35 p.ti  |
| 6    | Janine Jungfels   | Australia  | 37 p.ti  |
| 7    | Ann Bettenhausen  | Germania   | 40 p.ti  |
| 8    | Perrine Devahive  | Belgio     | 41 p.ti  |
| 9    | Lua Vizcaino      | Spagna     | 47 p.ti  |
| 10   | Debi Studer       | Svizzera   | 61 p.ti  |